# Pampus argenteus
Pampus argenteus, conosciuto comunemente come pampo, è un pesce d'acqua salata appartenente alla famiglia Stromateidae.

## Distribuzione e habitat
Originario dell'oceano Indiano e del Pacifico occidentale, nella fascia subtropicale dal golfo Persico fino all'isola di Hokkaidō. Raramente rilevato nel Pacifico orientale e considerato assente dalle acque dell'Oceania. Inspiegabilmente è stato occasionalmente catturato nel mare Adriatico e nel mare del Nord.
È una specie bentopelagica che predilige riunirsi in banchi vicino alla costa, sopra fondali sabbiosi o fangosi tra i 5 e i 110 metri di profondità.

## Descrizione
Il suo corpo appiattito ha una forma triangolare molto caratteristica: ha le pinne dorsale e anale piuttosto lunghe e falciformi, il muso è ottuso con i piccoli occhi molto vicini alla piccola bocca. La coda è ampia e molto forcuta. La livrea, come suggerisce il nome, è argenteo-lattiginosa con piccoli punti neri. Le pinne hanno un lieve riflesso giallastro e si scuriscono alle estremità.
L'adulto raggiunge una lunghezza media di 30 cm. L'esemplare più grande mai catturato raggiungeva i 65 cm.

## Alimentazione
Si nutre di cnidari, tunicati, ctenofori e in genere di individui dello zooplancton.

## Pesca
È una specie di notevole rilievo commerciale, ampiamente ricercata e pescata per il consumo umano nei paesi arabi e asiatici sulle cui coste è endemico. È molto richiesto in Cina per il suo impiego nella medicina tradizionale.